# Phthiracarus furvus
Phthiracarus furvus är en kvalsterart som beskrevs av Wojciech Niedbała 1983. Phthiracarus furvus ingår i släktet Phthiracarus och familjen Phthiracaridae. Inga underarter finns listade i Catalogue of Life.